# Фрида (персонаж)
Фрида — второстепенный персонаж романа «Мастер и Маргарита» Михаила Булгакова. Одна из приглашённых на бал к Воланду грешниц.

## Описание персонажа
Молодая женщина лет двадцати, необыкновенного по красоте сложения, но с какими-то беспокойными и назойливыми глазами. Фрида — одна из приглашённых на бал «весеннего полнолуния, или бала ста королей», который ежегодно в разных городах мира даёт Воланд. Эта молодая женщина лет двадцати, которая когда-то работала в кафе, и хозяин этого заведения соблазнил её, воспользовавшись её зависимым положением. Через девять месяцев она родила мальчика, отнесла в лес и задушила его платком. Ежедневно по утрам на протяжении тридцати лет ей приносят тот самый платок с синей каёмочкой в напоминание о её преступлении. Она каждый раз пытается избавиться от платка, но всё тщетно. Во время бала Фрида просит Маргариту, чтобы та замолвила за неё слово перед «князем тьмы» и прекратила её пытку. Маргарита, на тот момент, не зная, чем помочь Фриде, посоветовала ей, узнав, что та любит шампанское, напиться пьяной, чтобы ни о чём не думать. Фрида, в отличие от остальных гостей бала у Воланда, которые упоминаются лишь в двадцать третьей главе романа «Великий бал у Сатаны» появляется и после бала, в двадцать четвёртой главе «Извлечение Мастера». И она оказалась единственной из гостей бала, с кем у Маргариты вышел пусть и незначительный, но разговор. После бала Маргарита исполняет её просьбу.
Во время приёма гостей на балу, которые выходили из громадного камина и поднимались по лестнице вверх Коровьев представляет Маргарите — «О, это — Фрида, скучная женщина, всё мечтает пожаловаться на свой платок». «Какой платок?» «К ней камеристка приставлена, и уже тридцать лет она кладёт ей на ночь, на её стол платок. Та проснётся, а он уже там. Она его сжигала в печи, и в реке топила, и ничего не помогает». «Какой платок?» «А такой с синей каёмочкой. Дело в том, когда она служила в кафе, хозяин как-то её зазвал в кладовую, и через девять месяцев она родила мальчика, отнесла его в лес, засунула ему в рот платок, а потом закопала в землю. А на суде она говорила, что ей нечем кормить ребёнка». «А где же хозяин этого кафе?» «Королева, разрешите мне спросить вас: при чём же здесь хозяин? Ведь он не душил младенца в лесу!» «Если ты, ещё раз, сволочь позволишь себе впутаться в разговор…» «Я говорил юридически… с юридической точки… Молчу, Молчу, Молчу… только оставьте ухо». «Фрида, Фрида! Меня зовут Фрида, о королева!» «Напейтесь сегодня пьяная Фрида, и ни о чём не думайте». «Фрида! Меня зовут Фрида!» Фрида протянула обе руки к Маргарите, но Коровьев и Бегемот очень ловко подхватили её под руки, и её затёрло в толпе. Второй раз Маргарита встретила Фриду на балу у бассейна с шампанским, на совершенно пьяном женском лице, с бессмысленными, но и в бессмысленности умоляющими глазами — «Фрида, Фрида, Фрида! Меня зовут Фрида, о королева! Фрида! Фрида, Фрида, Фрида! Меня зовут Фрида, о королева! Фрида!»
После бала Маргарита исполнила просьбу Фриды. Воланд в награду Маргарите, за то, что она была у него сегодня ночью хозяйкой на балу предлагает ей в награду, исполнить одну её просьбу — «Я хочу, я хочу, чтобы Фриде перестали подавать тот платок, которым она удушила своего ребёнка». «В виду того, что возможность получения вами взятки от этой дуры Фриды совершенно исключена, я уж и не знаю, что и делать». «Вы судя по всему человек исключительной доброты? Высокоморальный человек?» «Я легкомысленный человек. Я попросила вас за Фриду, только по тому, что имела неосторожность подать ей надежду. Она ждёт мессир, она верит в мою мощь. Если она останется обманутой, я не буду иметь покоя всю жизнь. Так уж вышло». «А, это понятно». «Так вы сделаете это?» «Ни в коем случае. Каждое ведомство должно заниматься своими делами. Я этого делать не буду, а вы сделаете сами». «А разве по-моему случится?» «Да делайте же, вот мучение». «Фрида!» Дверь распахнулась, и растрёпанная, нагая, но уже без всяких признаков хмеля женщина с исступлёнными глазами вбежала в комнату и простёрла руки к Маргарите — «Королева!» «Тебя прощают, тебя прощают. Не будут больше подавать платок». «Королева!». Воланд махнул рукой, и Фрида пропала из глаз.

## Происхождение персонажа
Реальным прототипом послужила молодая швея Фрида Келлер (родившаяся в 1879 году) из Швейцарии, история которой в целом совпадает с рассказом Коровьева. Булгаков нашёл этот образ в одной из истории болезней швейцарского психиатра Огюста Фореля. Фрида Келлер по воскресным дням исполняла обязанности помощницы в кафе, где женатый хозяин заведения упорно приставал к ней со своими ухаживаниями, и когда её было 19 лет, хозяин кафе, который давно уже на неё покушался, увлёк её под благовидным предлогом в погреб и здесь заставил её ему отдаться, что повторялось ещё раза два. В мае 1899 года она разрешилась от бремени мальчиком в госпитале в Сен-Галлене. Ребёнок был сдан в приют, оттуда его надо было забрать по достижении им пятилетнего возраста. В мае 1904 года, когда мальчик достиг пятилетнего возраста, она забирает его из приюта. Сёстры её были извещены, что ребёнок её будет отправлен к тётке из Мюнхен, которая ждёт её в Цюрихе. Схватив ребёнка за руку, она отправилась с ним в Гагенбахский лес. Вырыв могилку руками, она удавила ребёнка шнуром, и, убедившись в его смерти, зарыла трупик и обходным путём отправилась в отчаянии домой. 1-го июня приют был извещён ею о благополучном прибытии ребёнка в Мюнхен. 7-го июня трупик после сильного дождя был найден на поверхности земли какими-то бродягами, 11-го июня Фрида заплатила последний долг приюту за ребёнка, а 14-го июня была арестована. Фрида не переставала объяснять свой поступок неспособностью содержать ребёнка, а так же необходимостью соблюдать тайну, которая заключала в себе позор её вынужденного материнства, обусловившего внебрачное рождение. Фриду приговорили к смертной казни, заменённое на пожизненное заключение. В том же самом дополнении Огюст Форель кратко изложил историю 19-летней работницы из Силезии Кониецко, которая при аналогичных обстоятельствах 25 февраля 1908 года родила ребёнка, причём она удушила младенца, засунув ему в рот и нос скомканный платок. Суд счёл смягчающие вину обстоятельства и приговорил Кониецко к двум годам тюрьмы. Таким образом Булгаков контаминировал в образе Фриды героинь обеих историй. Фрида, обладая основными чертами биографии Фриды Келлер, убивает своего ребёнка ещё в младенчестве и при помощи носового платка, подобно Кониецко. Литературным прототипом булгаковской Фриды является героиня «Фауста» Гёте Гретхен. Любовница Генриха Фауста, родившая от него внебрачного ребёнка, убила его и была осуждена на казнь.

## Образ Фриды в кинематографе
| Название           | Страна | Год  | Режиссёр        | В роли Фриды        | Примечания |
| ------------------ | ------ | ---- | --------------- | ------------------- | ---------- |
| Мастер и Маргарита | Польша | 1988 | Мацей Войтышко  | Мария Чунелис       |            |
| Мастер и Маргарита | Россия | 1994 | Юрий Кара       | Анжелика Зацепилова |            |
| Мастер и Маргарита | Россия | 2005 | Владимир Бортко | Жанна Обухова       | телесериал |
| Мастер и Маргарита | Россия | 2024 | Михаил Локшин   | Софья Синицына      |            |